# قره‌تاج (سرده)
قره‌تاج (خرنوب نبطی) (به عربی: خروب الخنزیر أو الأرکوض المنتن أو الجرود أو الینبوت) (نام علمی: Anagyris)، سرده‌ای از گیاهان گلدار در خانواده حبوبات و زیرخانوادهٔ باقلاییان است.

## گونه‌ها
- Anagyris latifolia: که بیشتر با نام oro de risco شناخته می‌شود در معرض انقراض است و تنها تعداد کمی از آن در گران کاناریا یافت می‌شود.
- قره‌تاج (نام علمی: Anagyris foetida): در آسیای‌غربی می‌روید. در ایران به صورت بومی در استان کرمانشاه می‌روید.[۲]